# Dragon Ball : L'Armée du Ruban Rouge
 (mai 2024).
Dragon Ball : L’Armée du Ruban Rouge (ドラゴンボール 最強への道, Doragon Bōru: Saikyō e no michi, litt. Dragon Ball : La Voie pour devenir le plus fort) est un film d’animation japonais réalisé par Shigeyasu Yamauchi sorti en 1996. Il s'agit d'un film de la franchise Dragon Ball, dont l'histoire prend place durant les évènements de la première série Dragon Ball.

## Synopsis
Son Goku rencontre Bulma dans une montagne. Ensemble, ils partent à la recherche des Dragon Balls. Ils seront confrontés à la terrible armée du Red Ribbon (armée du Ruban Rouge), elle aussi à la recherche des dragon ball.

## Fiche technique
- Titre original : ドラゴンボール 最強への道 (Doragon Bōru: Saikyō e no michi)
- Titre français : Dragon Ball : L’Armée du Ruban Rouge
- Réalisation : Shigeyasu Yamauchi
- Scénario : Aya Matsui, adapté du manga Dragon Ball d’Akira Toriyama
- Musique : Akihito Tokunaga
- Société de production : Tōei animation
- Pays d’origine :  Japon
- Format : Couleurs
- Genre : Aventure, fantastique
- Durée : 80 minutes
- Date de sortie : 14 mars 1996

## Distribution
- Kinya Aikawa (VF : Gérard Surugue) : Kamé Sennin
- Hisao Egawa (VF : Jean Francois Laley) : sergent Metallic
- Tōru Furuya (VF : Antoine Nouel) : Yamcha
- Daisuke Gōri (VF : ?) : Tortue, Shenron
- Shōzō Iizuka (VF : Gérard Surugue) : C-8
- Hirohiko Kakegawa (VF : Patrice Keller) : commandant White
- Masako Nozawa (VF : Brigitte Lecordier) : Son Goku
- Masaharu Satō (VF : Mathieu Buscatto) : colonel Black
- Bin Shimada (VF : Vincent Barazzoni) : commandant Blue
- Naoki Tatsuta (VF : Philippe Ariotti) : Oolong
- Hiromi Tsuru (VF : Céline Monsarrat) : Bulma
- Kenji Utsumi (VF : Serge Bourrier) : général Red
- Naoko Watanabe (VF : Vincent Barazzoni) : Puerh
- Jōji Yanami (VF : Jean François Laley) : Narrateur

## Autour du film
Ce film est sorti pour les 10 ans de Dragon Ball. C’est la 17e adaptation des aventures de Son Goku au cinéma. Ce film sera diffusé dans le cadre de la Toeï Anime Fair de 1996 spécial Akira Toriyama. La version DVD française propose une version censurée doublée et une version non censurée en japonais. Le film est un résumé des 15 épisodes de la saga Ruban Rouge de la série Dragon Ball.